# Atletismo nos Jogos Olímpicos de Verão de 1900 - 400 m masculino
A competição dos 400 metros masculino fez parte do programa do atletismo nos Jogos Olímpicos de Verão de 1900. Aconteceu nos dias 14 e 15 de julho. 15 atletas de seis países competiram.

## Medalhistas
| Ouro   | USA Maxey Long      |
| Prata  | USA William Holland |
| Bronze | DEN Ernst Schultz   |

## Resultados

### Eliminatórias
Eliminatória 1
| Pos. | Atleta                | Tempo        |
| ---- | --------------------- | ------------ |
| 1    | USA Maxey Long        | 50.4 s       |
| 2    | USA Harry Lee         | Desconhecido |
| 3    | USA Harvey Lord       | Desconhecido |
| 4    | FRA Georges Clément   | Desconhecido |
| 5    | USA Walter Drumheller | Desconhecido |

Eliminatória 2
| Pos. | Atleta                     | Tempo        |
| ---- | -------------------------- | ------------ |
| 1    | USA William Moloney        | 51.0 s       |
| 2    | DEN Ernst Schultz          | Desconhecido |
| 3    | FRA Charles-Robert Faidide | Desconhecido |
| 4    | HUN Pál Koppán             | Desconhecido |
| 5    | NOR Yngvar Bryn            | Desconhecido |

Eliminatória 3
| Pos. | Atleta              | Tempo        |
| ---- | ------------------- | ------------ |
| 1    | USA Dixon Boardman  | 51.2 s       |
| 2    | USA William Holland | Desconhecido |
| 3    | USA Henry Slack     | Desconhecido |
| 4-5  | HUN Zoltán Speidl   | Desconhecido |
| 4-5  | ITA Umberto Colombo | Desconhecido |

### Final
| Pos. | Atleta              | Tempo         |
| ---- | ------------------- | ------------- |
|      | USA Maxey Long      | 49.4 s        |
|      | USA William Holland | 49.6 s (est.) |
|      | DEN Ernst Schultz   | Desconhecido  |
| —    | USA Dixon Boardman  | DNS           |
| —    | USA Harry Lee       | DNS           |
| —    | USA William Moloney | DNS           |

- DNS: Não largou.